# Le Bossu de Londres
Pour plus de détails, voir Fiche technique et Distribution.
Le Bossu de Londres (Der Bucklige von Soho) est un giallo ouest-allemand réalisé par Alfred Vohrer et sorti en 1966.

## Synopsis
Scotland Yard enquête sur une série de meurtres dans un vieux château reconverti en lycée de filles. 

## Fiche technique
- Titre français : Le Bossu de Londres ou Le Sadique de Soho[1]
- Titre original allemand : Der Bucklige von Soho[2]
- Réalisateur : Alfred Vohrer
- Scénario : Herbert Reinecker, Harald G. Petersson
- Photographie : Karl Löb
- Montage : Susanne Paschen
- Musique : Peter Thomas
- Production : Horst Wendlandt, Preben Philipsen, Fritz Klotzsch
- Société de production : Rialto Film
- Pays de production :  Allemagne de l'Ouest
- Langue de tournage : allemand
- Format : Noir et blanc - Son mono - 35 mm
- Durée : 91 minutes (1 h 31)
- Genre : Giallo
- Dates de sortie :
  - Allemagne de l'Ouest : 6 septembre 1966
  - France : 12 février 1969

## Distribution
- Günther Stoll : Inspecteur Hopkins
- Pinkas Braun : Allan Davis
- Monika Peitsch : Wanda Merville
- Siegfried Schürenberg : Sir John
- Agnes Windeck : Lady Majorie Perkins
- Gisela Uhlen : Mme Tyndal
- Hubert von Meyerinck : Général Edward Perkins
- Uta Levka : Gladys
- Suzanne Roquette : Laura
- Joachim Teege : Stone, avocat
- Hilde Sessak : Mère supérieure
- Susanne Hsiao : Viola
- Kurt Waitzmann : Sergent
- Ilse Pagé : Jane
- Albert Bessler : Butler Anthony
- Richard Haller : Le bossu
- Eddi Arent : Révérend David

## Accueil public
Avec 3,4 millions de spectateurs à sa sortie, Le Bossu de Londres est le 3e plus gros succès et le 1er film allemand de l'année 1966 en Allemagne de l'Ouest, après Le Docteur Jivago et Angélique et le Roy.